# Hypselodoris andersoni
Hypselodoris andersoni es una especie de babosa de mar, un molusco gasterópodo marino de la familia Chromodorididae. Conocida durante tiempo como Hypselodoris peasei (Bergh, 1880), esta especie fue  reclasificada en 1989.

## Distribución
Se distribuye en las islas hawaiianas de Oahu y Maui, en el océano Pacífico central.

## Descripción
Hypselodoris andersoni tiene el cuerpo blanco, y el borde del manto azul y el pie son azules. Suele mostrar manchas azules en el lomo. Las branquias y rinóforos son blancos, manchados con bandas naranjas.
Esta especie puede alcanzar una longitud total de al menos 20 mm. En cuanto a la alimentación, se supone que se nutre de esponjas amarillas del género Luffariella, sobre las que ha sido observada.